# Скляренко, Надежда Ивановна
Надежда Ивановна Скляренко (род. 21 января 1940, Киевская область) — советская деятельница сельского хозяйства, новатор сельскохозяйственного производства, бригадир молочно-племенной фермы госплемзавода «15 лет Октября» Переяслав-Хмельницкого района Киевской области. Герой Социалистического Труда (6 сентября 1973). Член ЦК КПУ в 1981—1986 г.

## Биография
Родилась в крестьянской семье.
В 1960—1990-х гг. — бригадир комсомольско-молодежной бригады молочно-племенной фермы государственного племенного завода «15 лет Октября» села Рассвет Переяслав-Хмельницкого района Киевской области.
Член КПСС с 1974 года.
С 1990-х годов — на пенсии в селе Рассвет Переяслав-Хмельницкого района Киевской области.

## Награды
- Герой Социалистического Труда (6.09.1973)
- орден Ленина (6.09.1973)
- орден Октябрьской Революции
- орден Трудового Красного Знамени